# Headley (Basingstoke and Deane)
Headley är en by i Basingstoke and Deane i Hampshire i England. Byn är belägen 33,1 km 
från Winchester. Orten har 694 invånare (2015).